# Olabisi Ugbebor
Olabisi Oreofe Ugbebor, née Falode, le 29 janvier 1951 à Lagos, est une mathématicienne et universitaire nigériane. Elle est professeure associée dans le département de mathématiques de l'université d'Ibadan et la première femme professeure d’université en mathématiques au Nigeria.

## Biographie
Olabisi Falode naît le 29 janvier 1951 à Lagos, où elle fait ses études secondaires au Queen's College (en). Elle obtient une bourse d'études et poursuit ses études à l'université d'Ibadan, dont elle est diplômée en mathématiques en 1972, seule femme parmi les sept étudiants inscrits dans ce cursus. 
L'université d'Ibadan lui offre une bourse afin qu'elle poursuive ses études en Angleterre. Elle prépare ainsi un master en statistique à l'university College de Londres, qu'elle obtient en 1973. Olabisi Ugbebor soutient en 1976 une thèse de doctorat intitulée Sample path properties of Brownian motion, portant sur les propriétés des trajectoires d'échantillonnage du mouvement brownien, dirigée par Samuel James Taylor en 1976. 
Elle est la première Nigériane titulaire d'un doctorat et la première professeure d’université en mathématiques au Niger. Elle est nommée membre de la Mathematics Association of Nigeria en 2017,,.

## Distinctions
Elle est membre de la London Mathematical Society, de la Nigerian Mathematical Society, de la Mathematics Association of Nigeria, de l'African Economic Society, de la Société Bernoulli pour la statistique mathématique et les probabilités (1988-1992) et membre de l'Organisation du tiers monde des femmes dans les sciences (TWAS) depuis 1993,.            